# Attiliosa caledonica
Attiliosa caledonica is een slakkensoort uit de familie van de Muricidae. De wetenschappelijke naam van de soort is voor het eerst geldig gepubliceerd in 1881 door Jousseaume.